# ترادان (سیب و سوران)
ترادان، روستایی در دهستان سيب و سوران بخش مرکزی شهرستان سیب و سوران در استان سيستان و بلوچستان ایران است.

## جمعیت
بر پایه سرشماری عمومی نفوس و مسکن در سال ۱۳۹۵، جمعیت این روستا برابر با ۷۱ نفر (۱۳ خانوار) بوده‌است.